# 32571 Brayton
32571 Brayton este un asteroid din centura principală de asteroizi.

## Descriere
32571 Brayton este un asteroid din centura principală de asteroizi. A fost descoperit pe 20 august 2001 la Terre Haute de Chris Wolfe. El prezintă o orbită caracterizată de o semiaxă mare de 3,15 ua, o excentricitate de 0,24 și o înclinație de 6,7° în raport cu ecliptica.